# 2127 Tanya
2127 Tanya là một tiểu hành tinh vành đai chính, được phát hiện bởi Lyudmila Ivanovna Chernykh ngày 29 tháng 5 năm 1971. She named her discovery in memory of the young Russian girl Tanya Savicheva, who died after Siege of Leningrad và wrote a well-known diary.
Orbital Information:
Keplerian elements ở epoch 53450
```
a (AU) 3.21188
eccentricity 0.038242
inclination (deg) 13.115
Asc. node (deg) 106.664
Arg. perih. (deg) 177.321
M (deg) 291.705
```

IRAS data:
```
Number of sightings 6
Mean albedo 0.0601
Effective diameter (km) 39.28
Intrinsic var. probability 0.10
```

Other useful data:
```
Absolute Magnitude 10.879
Slope parameter 0.15
Perihelion (AU) 3.0891
Aphelion (AU) 3.3347
Asc. node-Earth sep. (AU) 2.35131
Desc. node-Earth sep. (AU) 2.07346
Earth MOID (AU) 2.07335
Chu kỳ quỹ đạo (days) 2102.51
First obs. (day/mo/yr) 14.155230/04/1953
```

. (day/mo/yr) 18.507440/01/2005
```
Number of obs. 365
```